# كورت فوغل
كورت فوغل (بالألمانية: Kurt Vogel)‏ هو عسكري ألماني، ولد في 11 أكتوبر 1889، وتوفي في 1967، شارك في قتل القيادية الشيوعية الألمانية روزا لوكسمبورغ.